# Christine Wormuth
Christine Wormuth est une femme politique américaine. Elle a été sous-secrétaire à la politique de Défense des États-Unis du 24 juin 2014 au 10 juin 2016. Depuis le 21 juin 2021, elle est secrétaire à l'Armée des États-Unis.